# Onthophagus brivioi
Onthophagus brivioi là một loài bọ cánh cứng trong họ Bọ hung (Scarabaeidae).